# Пантелеева, Анастасия Валерьевна
Анастасия Валерьевна Пантелеева (22 декабря 1989) — российская футболистка, полузащитница, игрок в мини-футбол.

## Биография
В большом футболе выступала за московское «Чертаново». В высшем дивизионе России в сезоне 2005 года 15-летняя футболистка провела 4 матча. Входила в юниорскую сборную Москвы.
В дальнейшем более 10 лет выступала в мини-футболе за клубы высшего дивизиона России «Чертаново» (Москва), «Алектан» (Москва), «Снежана»/«Спартак-Котельники» (Люберцы). Становилась серебряным (2010/11)[уточнить] и бронзовым (2009/10, 2011/12, 2014/15) призёром чемпионата страны, обладательницей (2016/17) и финалисткой (2013/14) Кубка России.
Во время игровой карьеры начала работать тренером детских команд в CДЮШОР по ИВС города Дзержинский Московской области. Приводила свою команду к победе в первенстве Московской области, её воспитанницы вызывались в юниорские сборные области и России.
Окончила Московский институт физической культуры и спорта (2013).